# Observatorio milimétrico Caltech
El Observatorio milimétrico Caltech (Caltech Submillimeter Observatory, CSO) es un observatorio astronómico localizado en los conocidos Observatorios de Mauna Kea, Hawái, Estados Unidos. Es gestionado por el Instituto de Tecnología de California (Caltech), Estados Unidos. El observatorio posee un telescopio de ondas con 10,4 m de diámetro, al lado del Telescopio James Clerk Maxwell, operado por Reino Unido y Canadá. Su función principal es la llamada astronomía milimétrica.

## Historia
El 30 de abril de 2009, el Instituto de Tecnología de California (Caltech) anunció planes para concluir en un futuro próximo las operaciones en el observatorio, transfiriendo los trabajos en curso a la próxima generación del Cerro Chajnantor Atacama Telescope (CCAT), en Chile. Se planea que el CSO sea desmontado en el inicio de 2016, haciendo con que su local vuelva a su estado natural en 2018.

## Conexiones externas
- Web Oficial

- Datos: Q1027482
- Multimedia: Caltech Submillimeter Observatory / Q1027482